# Europese auto in 1979
Dit artikel geeft een overzicht van alle Europese en Zuid-Afrikaanse personenwagens uit 1979. De auto's staan alfabetisch gerangschikt per merk.

## West-Europa
| AC |                  | concern:               | onafhankelijk |
| AC | divisie:         |                        |               |
| AC | merk:            | AC Verenigd Koninkrijk |               |
| AC | model:           | 3000 ME                |               |
| AC | einde productie: | 1984                   |               |
| AC | productieaantal: | ?                      |               |

| Alfa Romeo |                  | concern:          | onafhankelijk |
| Alfa Romeo | divisie:         |                   |               |
| Alfa Romeo | merk:            | Alfa Romeo Italië |               |
| Alfa Romeo | model:           | Alfa 6            |               |
| Alfa Romeo | einde productie: | 1987              |               |
| Alfa Romeo | productieaantal: | 11.533            |               |

| Alfa Romeo |                  | concern:          | onafhankelijk |
| Alfa Romeo | divisie:         |                   |               |
| Alfa Romeo | merk:            | Alfa Romeo Italië |               |
| Alfa Romeo | model:           | Alfetta           |               |
| Alfa Romeo | einde productie: | 1984              |               |
| Alfa Romeo | productieaantal: | ?                 |               |

| Audi |                  | concern:            | Volkswagen AG West-Duitsland |
| Audi | divisie:         |                     |                              |
| Audi | merk:            | Audi West-Duitsland |                              |
| Audi | model:           | 200                 |                              |
| Audi | einde productie: | 1982                |                              |
| Audi | productieaantal: | ?                   |                              |

| BMW |                  | concern:           | onafhankelijk |
| BMW | divisie:         |                    |               |
| BMW | merk:            | BMW West-Duitsland |               |
| BMW | model:           | M5                 |               |
| BMW | einde productie: | 1984               |               |
| BMW | productieaantal: | ?                  |               |

| BMW |                  | concern: | onafhankelijk |
| BMW | divisie:         | |               |
| BMW | merk:            | BMW West-Duitsland |               |
| BMW | model:           | M1 (E26; homologatiewagen voor de Groep 5-klasse, waarvan de reglementen vereisten dat minstens 400 wagens werden geproduceerd) |               |
| BMW | einde productie: | 1981 |               |
| BMW | productieaantal: | 453 (incl. racewagens) |               |

| Citroën |                  | concern:          | PSA Peugeot Citroën Frankrijk |
| Citroën | divisie:         |                   |                               |
| Citroën | merk:            | Citroën Frankrijk |                               |
| Citroën | model:           | GSA               |                               |
| Citroën | einde productie: | 1986              |                               |
| Citroën | productieaantal: | 2.500.000         |                               |

| Ford |                  | concern:                           | Ford Motor Company Verenigde Staten |
| Ford | divisie:         | Ford of Europe Verenigd Koninkrijk |                                     |
| Ford | merk:            | Ford Verenigde Staten              |                                     |
| Ford | model:           | Taunus                             |                                     |
| Ford | einde productie: | 1982                               |                                     |
| Ford | productieaantal: | ?                                  |                                     |

| Jaguar |                  | concern:                   | British Leyland Verenigd Koninkrijk |
| Jaguar | divisie:         |                            |                                     |
| Jaguar | merk:            | Jaguar Verenigd Koninkrijk |                                     |
| Jaguar | model:           | XJ                         |                                     |
| Jaguar | einde productie: | 1989                       |                                     |
| Jaguar | productieaantal: | ?                          |                                     |

| Lancia |                  | concern:      | FIAT Italië |
| Lancia | divisie:         |               |             |
| Lancia | merk:            | Lancia Italië |             |
| Lancia | model:           | Delta         |             |
| Lancia | einde productie: | 1993          |             |
| Lancia | productieaantal: | ?             |             |

| Mercedes-Benz Puch |                  | concern: | Daimler-Benz West-Duitsland Steyr-Daimler-Puch Oostenrijk |
| Mercedes-Benz Puch | divisie:         | |                                                           |
| Mercedes-Benz Puch | merk:            | Mercedes-Benz West-Duitsland Puch Oostenrijk |                                                           |
| Mercedes-Benz Puch | model:           | G-Klasse drie- en vijfdeur-terreinwagen met korte en lange wielbasis / cabriolet (W460; 1e generatie; in Oostenrijk, Zwitserland en Oost-Europa onder het merk Puch verkocht) |                                                           |
| Mercedes-Benz Puch | einde productie: | 1992 |                                                           |
| Mercedes-Benz Puch | productieaantal: | ca. 100.000, waarvan bijna 52.000 van de civiele varianten |                                                           |

| Mercedes-Benz |                  | concern:                                                                                        | Daimler-Benz West-Duitsland |
| Mercedes-Benz | divisie:         |                                                                                                 |                             |
| Mercedes-Benz | merk:            | Mercedes-Benz West-Duitsland                                                                    |                             |
| Mercedes-Benz | model:           | S-Klasse SE sedan (W126; 2e generatie; in 1980 verscheen de SEL (V126) met verlengde wielbasis) |                             |
| Mercedes-Benz | einde productie: | oktober 1991 (de laatste gepantserde exemplaren werden in april 1992 afgebouwd)                 |                             |
| Mercedes-Benz | productieaantal: | 818.036 (exclusief de coupé uit 1981)                                                           |                             |

| Peugeot |                  | concern:                 | PSA Peugeot Citroën Frankrijk |
| Peugeot | divisie:         |                          |                               |
| Peugeot | merk:            | Peugeot Frankrijk        |                               |
| Peugeot | model:           | 505 sedan / stationwagen |                               |
| Peugeot | einde productie: | 1992                     |                               |
| Peugeot | productieaantal: | ?                        |                               |

| Renault |                  | concern:          | onafhankelijk |
| Renault | divisie:         |                   |               |
| Renault | merk:            | Renault Frankrijk |               |
| Renault | model:           | 18 stationwagen   |               |
| Renault | einde productie: | 1986              |               |
| Renault | productieaantal: | 1.351.254         |               |

| SEAT |                  | concern:    | FIAT Italië |
| SEAT | divisie:         |             |             |
| SEAT | merk:            | SEAT Spanje |             |
| SEAT | model:           | Ritmo       |             |
| SEAT | einde productie: | 1982        |             |
| SEAT | productieaantal: | ?           |             |

| Talbot |                  | concern:         | PSA Peugeot Citroën Frankrijk |
| Talbot | divisie:         |                  |                               |
| Talbot | merk:            | Talbot Frankrijk |                               |
| Talbot | model:           | 1510             |                               |
| Talbot | einde productie: | 1982             |                               |
| Talbot | productieaantal: | ?                |                               |

| Vauxhall |                  | concern:                     | General Motors Verenigde Staten |
| Vauxhall | divisie:         |                              |                                 |
| Vauxhall | merk:            | Vauxhall Verenigd Koninkrijk |                                 |
| Vauxhall | model:           | Astra D                      |                                 |
| Vauxhall | einde productie: | 1984                         |                                 |
| Vauxhall | productieaantal: | ?                            |                                 |

| Volkswagen |                  | concern:                  | onafhankelijk |
| Volkswagen | divisie:         |                           |               |
| Volkswagen | merk:            | Volkswagen West-Duitsland |               |
| Volkswagen | model:           | Golf cabriolet            |               |
| Volkswagen | einde productie: | 1992                      |               |
| Volkswagen | productieaantal: | ?                         |               |

| Volvo |                  | concern:     | onafhankelijk |
| Volvo | divisie:         |              |               |
| Volvo | merk:            | Volvo Zweden |               |
| Volvo | model:           | 240          |               |
| Volvo | einde productie: | 1980         |               |
| Volvo | productieaantal: | 1.735.359    |               |

| Volvo |                  | concern:     | onafhankelijk |
| Volvo | divisie:         |              |               |
| Volvo | merk:            | Volvo Zweden |               |
| Volvo | model:           | 245          |               |
| Volvo | einde productie: | 1980         |               |
| Volvo | productieaantal: | 962.264      |               |

| Yak |                  | concern:                                    | Manchester Garages Verenigd Koninkrijk |
| Yak | divisie:         |                                             |                                        |
| Yak | merk:            | Yak Verenigd Koninkrijk                     |                                        |
| Yak | model:           | Yeoman (gebouwd met Ford Escort-onderdelen) |                                        |
| Yak | einde productie: | 1984                                        |                                        |
| Yak | productieaantal: | 62                                          |                                        |

## Zuid-Afrika
| Volkswagen |                  | concern: | Volkswagen AG Duitsland |
| Volkswagen | divisie:         | Volkswagen of South Africa Zuid-Afrika |                         |
| Volkswagen | merk:            | Volkswagen Duitsland |                         |
| Volkswagen | model:           | Minibus / Caravelle (Zuid-Afrikaanse variant van de 3e generatie Transporter; lokaal ook Bulli, Kombi en Volksiebus genoemd; de Caravelle was de luxueuzer passagiersvariant) |                         |
| Volkswagen | einde productie: | juni 2002 |                         |
| Volkswagen | productieaantal: | ruim 265.000 |                         |